# Индустрија и ковница „Орешковић Марко” Загреб
Индустрија и ковница „Орешковић Марко” (скраћено ИКОМ) била је предузеће за производњу ливених, кованих и пресoваних металних производа, која је од 1946. до 1989. постојала у Загребу. 

## Историјат
Предузеће је основано 1946. груписањем неколико приватних занатских радионица из Загреба и Вараждина у јединствено предузеће са седиштем у Загребу. Налазило се на неколико локација у Загребу, а од оснивања је носило име комунистичког револуционара и народног хероја Марка Орешковића. У време оснивања предузеће је имало 130 запослених, а 1948. је број порастао на око 310 радника.
Првобитни производи предузећа били су искључиво значке, медаље, ордени, плакете, пехари, ознаке за унформе, сребрна и златна накитна роба, платинске прерађевине за лабораторије и научне институте. У другој половини 1950-их производни асортиман је проширен производњом плиномера, пошто се у загребачкој привреди и домаћинствима све више почео користити плин. У сарадњи са предузећем „Ромбах” из Карлсруеа, ИКОМ је почео да производи прве југословенске плиномере, а затим и плинске грејаче, плинске пећи и водомере.
Доношењем Закона о удруженом раду (ЗОУР), средином 1970-их, предузеће је подељено на две Основне организације удруженог рада (ООУР) — „Бижутерија и галантерија” и „Прецизна механика и плински апарати”. ООУР Бижутерија и галантерија је производила златни и сребрни накит, техничке производе од племенитих метала, ордене и медаље, ознаке за униформе Југословенске народне армије и милиције СФРЈ, спортске трофеје, пехаре, металне ознаке за индустријске производе, сувенире, металну галантерију и бижутерију.
ООУР Прецизна механика и плински апарати је производила универзалне плинске пећи за све гориве плинове, кућне и индустријске водомере, мембранске кућне плиномере и др. Од 1983. овај ООУР се у сарадњи са Индустријом прецизне механике из Београда, све више усмерио на израду плиномера, водомера, калориметара, плинских бојлера, регулатора притиска и плинских фасадних пећи.
Средином 1980-их број запослених је износио око 800, а погони и складишта били су раштркани на десетак локација по Загребу, због чега је 1978. купљено земљиште на Јанкомиру, како би се објединили сви погони и складишта предузећа. Планови су предвиђали завршетак градње до 1985, али до ње никада није дошло.
Године 1989. организације удруженог рада постале су самостална предузећа. ООУР Прецизна механика и плински апарати постао је предузеће — Индустрија комуналне опреме и мерила (ИКОМ - мерила), са седиштем у Коинској 7, које је наставило да се бави проузводњом и сервисирањем плинских пећи и уређаја за воду и плин. ООУР Бижутерија и галантерија постао је предузеће — Индустрија и ковница обојених метала (ИКОМ - ковница), са седиштем најпре у Илици 191, а потом у Сесветама, у Вараждинској 76а. Ово предузеће наставило је са производњом ливених, кованих и пресаних производа, златног и осталог накита и др. Оба предузећа су приватизована током 1992. године.